# Ютрас, Манон
Манон Ютрас (англ. Manon Jutras, род. 25 ноября 1967, Драммондвилл, Квебек) — канадская профессиональная велогонщица. Она представляла свою страну на летних Олимпийских играх 2004 года. Она также выступала на чемпионатах мира по шоссейному велоспорту 2003 и 2004 годов.

## Карьера
Манон Ютрас получила университетский диплом по микробиологии и маркетингу. До начала спортивной карьеры она работала представителем фармацевтической компании Glaxo, но оставила эту профессию, чтобы посвятить себя велоспорту.
В 1990-х годах она вместе со своей подругой Жослен Гаскон-Жиру, которая принимала участие в Играх Содружества, заявила о себе на соревнованиях Кубка Квебека по триатлону. Ютрас начала профессиональную карьеру в велоспорте в 2000 году в возрасте 33 лет — ей позвонил Андре Обют и предложил место в новой команде его протеже Женевьевы Жансон. Первые два профессиональных года Ютрас провела в «Роне».
В 2003 году она присоединилась к американской команде Saturn по приглашению Джианы Роберже.
В 2004 году она выступала за команду S.A.T.S. В составе Saturn она работала в роли супердоместика.
Ютрас представляла Канаду на Олимпийских играх 2004 года в Афинах, где заняла 30-е место в женской групповой гонке. Она также участвовала в чемпионатах мира по шоссейному велоспорту в 2003 и 2004 годах, заняв 54-е и 51-е места соответственно.
После завершения спортивной карьеры Ютрас стала тренером и коучем по стилю жизни в PowerWatts, где она делится своим опытом с другими велосипедистами.

## Достижения
Манон Ютрас добилась ряда значительных результатов в своей карьере. В 2003 году она выиграла этап Тур де л’Од феминин и заняла третье место в общем зачёте Редлендс Классик. Также она заняла второе место на групповой гонке чемпионата Канады по шоссейному велоспорту в 2004 году. Среди других достижений — третье место в общем зачёте Сеа Оттерс Классик (2003) и второе место в общем зачёте Тура Гилы (2003).
2000
10-я на Чемпионате Канады — индивидуальная гонка
2001
6-я на Чемпионате Канады — индивидуальная гонка
GP Féminin International du Canada
10-я на 4-м этапе
8-я на 6-м этапе
9-я в генеральной классификации
2002
1-й этап Тура Туна
Редлендс Классик
10-я на 1-м этапе
7-я на 3-м этапе
7-я в горной классификации
10-я в генеральной классификации
2003
Редлендс Классик
4-я на 1-м этапе
4-я на 3-м этапе
3-я на 4-м этапе
4-я на 6-м этапе
2-я в горной классификации
5-я в очковой классификации
3-я в генеральной классификации
Сеа Оттерс Классик
3-я на 2-м этапе
4-й этап
3-я в генеральной классификации
Тур Гилы
2-я на 1-м этапе
2-я на 2-м этапе
5-я на 3-м этапе
7-я на 4-м этапе
5-я на 5-м этапе
2-я в генеральной классификации
Тур де л'Од
3-я на 2-м этапе
4-й этап
5-я в спринтерской классификации
Тур Большого Монреаля
4-я на 1-м этапе
3-я в горной классификации
10-я в очковой классификации
6-я в генеральной классификации
4-я на Чемпионате Канады — индивидуальная гонка
Холланд Ледис Тур
5-я на 6-м этапе
8-я в горной классификации
4-я на 5-м этапе GP Féminin International du Canada
Тур Бисби
1-й, 3-й и 4-й этапы Тура Бисби
Nature Valley GP
2-й этап
2-я в генеральной классификации
54-я на Чемпионате мира — групповая гонка
2004
Гран-при Гастауна
7-я на Чемпионате Канады — индивидуальная гонка
2-я на Чемпионате Канады — групповая гонка
30-я на Олимпийских играх — групповая гонка
51-я на Чемпионате мира — групповая гонка

### Статистика выступления наГранд-турах
| Гонка / Год         | 2003 |
| ------------------- | ---- |
| Тур де л'Од феминин | 13   |